# Alain Decaux

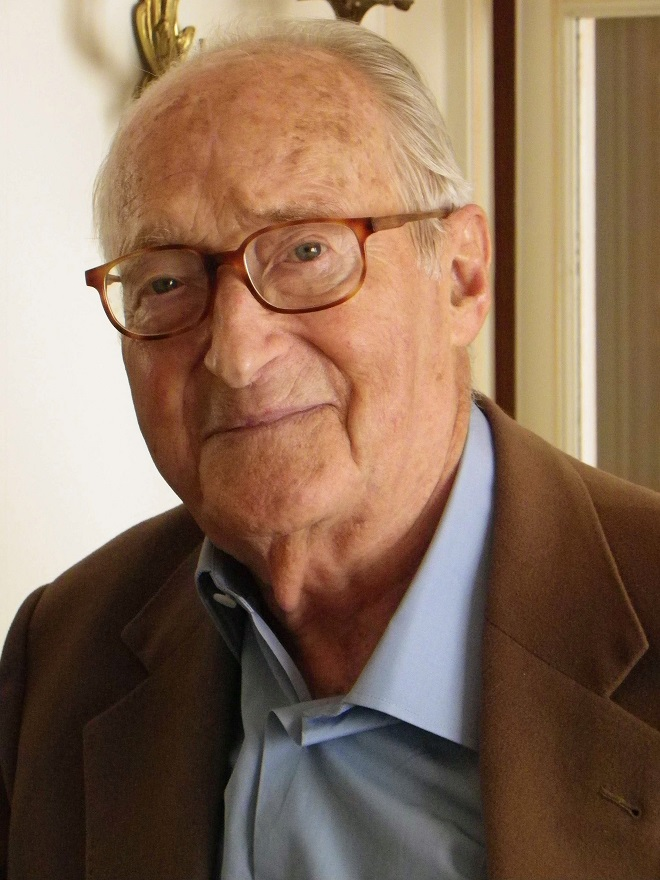
Alain Decaux (2011)

Alain Decaux (Rijsel, 23 juli 1925 – Parijs, 27 maart 2016) was een Frans historicus en politicus. Hij was tevens lange tijd een bekende verschijning op de Franse radio en televisie.

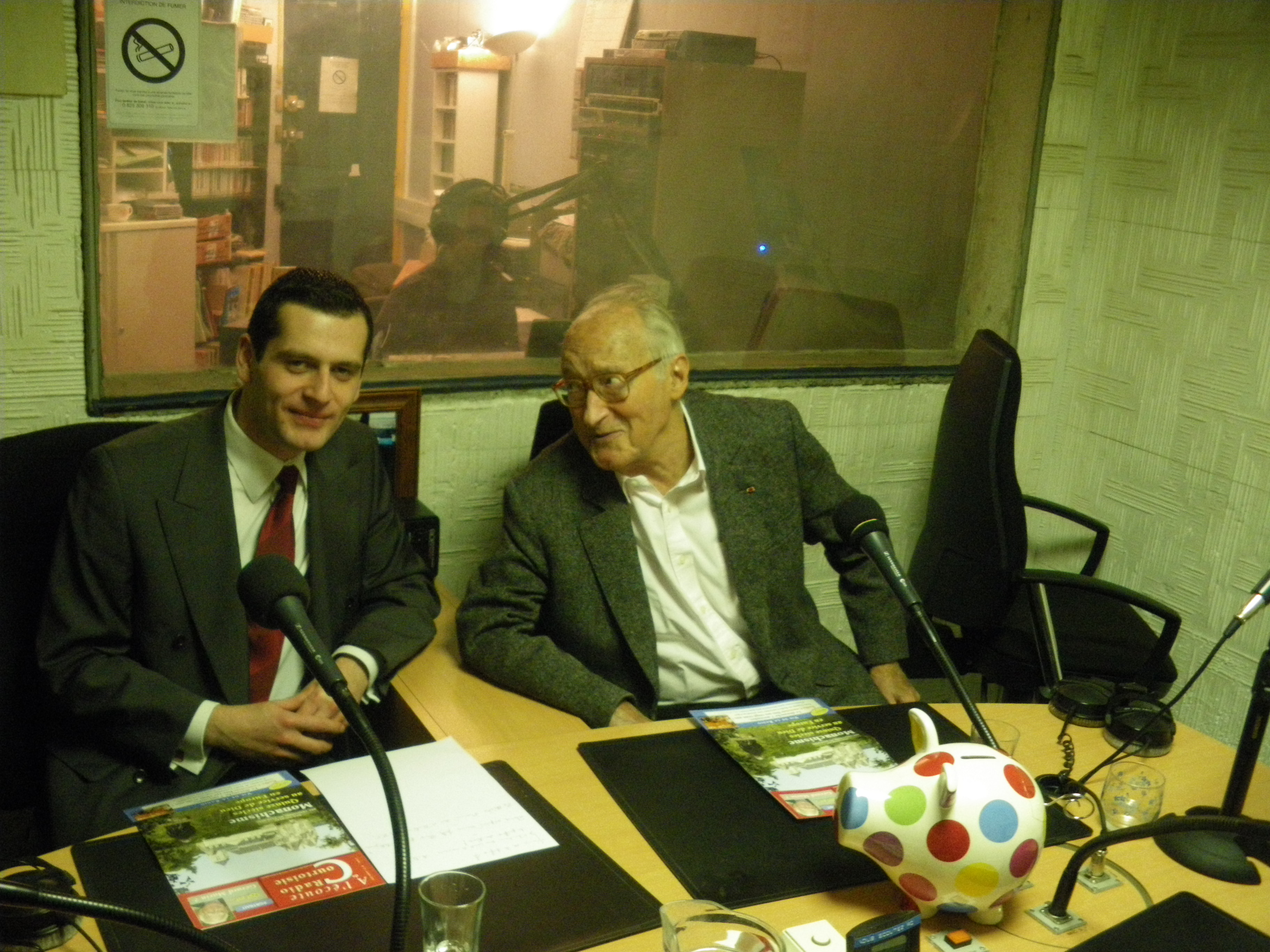
Simon Le Boeuf en Alain Decaux in 2010

Alain Decaux schreef tientallen geschiedenisboeken, waarvan er enkele specifiek op kinderen zijn gericht. Hij presenteerde daarnaast samen met collega-historici zoals André Castelot, Jean-François Chiappe, Marcel Jullian en Jean Tulard diverse populaire programma's over allerhande geschiedkundige onderwerpen. 
Sinds 1979 was hij lid van de Académie française.
- Bibsys: 90243908
- Biblioteca Nacional de España: XX1719576
- Bibliothèque nationale de France: cb11899006s (data)
- CiNii: DA0157014X
- Gemeinsame Normdatei: 121133672
- International Standard Name Identifier: 0000 0003 7398 8278
- Library of Congress Control Number: n50040441
- Nationale Bibliotheek van Letland: 000206876
- Bibliotheek van het Japanse parlement: 00437535
- Nationale Bibliotheek van Tsjechië: jn20000703048
- Nationale bibliotheek van Australië: 35034497
- Nationale Bibliotheek van Israël: 987007260232305171
- Nederlandse Thesaurus van Auteursnamen: 068350260
- Réseau des bibliothèques de Suisse occidentale: 02-A003162707
- Istituto Centrale per il Catalogo Unico: RAVV001277
- SNAC: w6b139hv
- Système universitaire de documentation: 027370887
- Trove: 806973
- Virtual International Authority File: 54146485
- WorldCat: E39PBJr7WWtmRHFK4kcvXJTJXd